# Васюхник Павло Сергійович
Павло Сергійович Васюхник (варіант прізвища Васютник) (1871 — ?, після 1907 року) — селянський депутат II Державної думи від Волинської губернії.

## Біографія
Православний, українець, селянин села Старосілля Колківської волості Луцького повіту (нині Маневицький район Волинської області). Здобув початкову освіту — малограмотний. Займався землеробством (4½ десятини надільної землі).

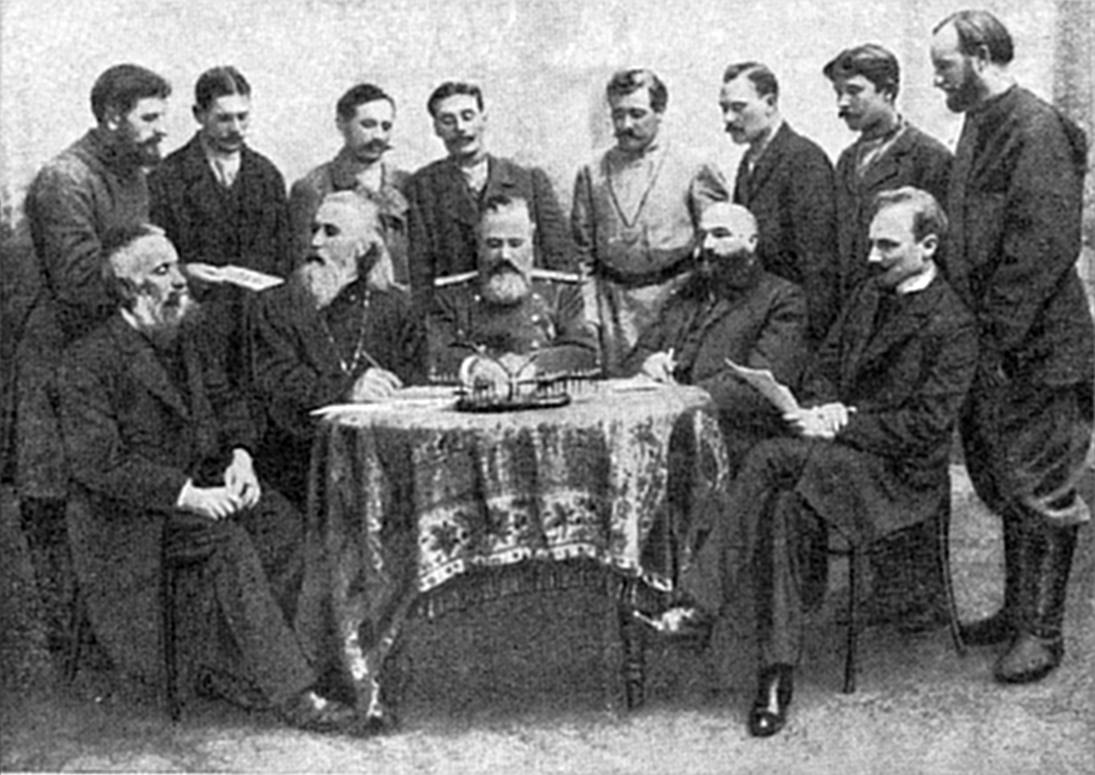
Члени ІІ Державної думи від Волинської губернії.
Сидять: І.Ф. Дрбоглав, Д.І. Герштанський, Г.Є. Рейн, Г.М. Бєляєв, В.В. Шульгін;Стоять: П.С. Васюхник, О.К. Бас, А.Ф. Коренчук, І.С. Ющук, В.С. Калішук, М.Ф. Гаркавий, М.А. Ігнатюк, М.М. Никончук

Був право-чорностенних поглядів, член Союзу російського народу (осередком діяльності "чорної сотні" та джерелом русифікації Волині стала Почаївська Успенська лавра).
6 лютого 1907 року обраний до II Державної думи від загального складу виборщиків Волинського губернських виборчих зборів. Входив до групи безпартійних. Серед іншого підписав заяву групи поміркованих селян з аграрного питання, а також заяву депутатів-селян з вимогою зберегти волосний суд за його демократизації.
Брав участь у депутації правих думців-селян, які удостоїлися аудієнції Миколи II 14 квітня 1907 року. 
Після третього червня перевороту підписав телеграму на ім'я імператора з вдячністю за розпуск Думи і зміну виборчого закону. 
Подальша доля невідома.